# Giovanni Falcone (film)
Giovanni Falcone – włoski dramat filmowy z 1993 roku w reżyserii Giuseppe Ferrary, przedstawiający historię życia sędziego śledczego Giovanniego Falcone zamordowanego przez mafię sycylijską.
Autorami scenariusza byli reżyser Giuseppe Ferrara oraz Armenia Balducci, producentem Giovanni Di Clemente, autorem zdjęć Claudio Cirillo, montażystą Ruggero Mastroianni. Muzykę do filmu stworzył Pino Donaggio. Film miał swoja premierę 28 października 1993 roku.
Obraz był nominowany w 1994 roku do włoskiej nagrody David di Donatello: Najlepszy aktor drugoplanowy – Giancarlo Giannini oraz Najlepszy producent – Giovanni Di Clemente.

## Fabuła
Oparta fa faktach historia Giovanniego Falcone. W latach 80. XX wieku utworzono w Palermo specjalny zespół do walki z mafią. W tym okresie dwie rodziny mafijne rozpoczęły wojnę o całkowitą kontrolę nad przemytem. Sędzia Falcone odkrył związki mafii z politykami, za co przyszło mu zapłacić własnym życiem.

## Obsada
W filmie wystąpili, m.in.:
- Michele Placido jako Giovanni Falcone
- Giancarlo Giannini jako Paolo Borsellino
- Anna Bonaiuto jako Francesca Morvillo Falcone
- Massimo Bonetti jako Ninni Cassarà
- Nello Riviè jako Rocco Chinnici
- Marco Leto jako Antonino Caponnetto
- Gianni Musy jako Tommaso Buscetta
- Paolo De Giorgio jako Calogero Zucchetto
- Gianfranco Barra jako Vincenzo Geraci